# Nico Neidhart
Nico Neidhart (Flensburg, 27 september 1994) is een Duits voetballer die als verdediger voor Hansa Rostock speelt. Hij is de zoon van oud-voetballer Christian Neidhart.

## Carrière
Nico Neidhart speelde in de jeugd van VfB Oldenburg en VfL Osnabrück. In het seizoen 2012/13 speelde hij twee wedstrijden voor Osnabrück in de 3. Liga, en speelde verder voor het tweede elftal. In 2013 vertrok hij naar FC Schalke 04, waar hij twee jaar in het tweede elftal speelde. Hierna speelde hij voor Sportfreunde Lotte, waarmee hij in 2015/16 van de Regionalliga West naar de 3. Liga promoveerde. In de winterstop van 2018/19 vertrok hij naar het Nederlandse FC Emmen, waar hij een contract voor anderhalf jaar met een optie voor één extra jaar tekende. Hij debuteerde voor FC Emmen op 20 januari 2019, in de met 2-2 gelijkgespeelde thuiswedstrijd tegen PSV. In totaal speelde Neidhart zes wedstrijden voor FC Emmen, en mocht na een half jaar alweer vertrekken bij FC Emmen. Hij vertrok naar Hansa Rostock.

### Statistieken
| Seizoen                                                                      | Club                  | Land           | Competitie             | Competitie | Competitie | Beker | Beker | Overig* | Overig* | Totaal | Totaal |
| Seizoen                                                                      | Club                  | Land           | Competitie             | Wed.       | Dlp.       | Wed.  | Dlp.  | Wed.    | Dlp.    | Wed.   | Dlp.   |
| ---------------------------------------------------------------------------- | --------------------- | -------------- | ---------------------- | ---------- | ---------- | ----- | ----- | ------- | ------- | ------ | ------ |
| 2011/12                                                                      | VfL Osnabrück II      | Duitsland      | Oberliga Niedersachsen | 1          | 0          | –     | –     | –       | –       | 1      | 0      |
| 2012/13                                                                      | VfL Osnabrück II      | Duitsland      | Oberliga Niedersachsen | 6          | 2          | –     | –     | –       | –       | 6      | 2      |
| 2012/13                                                                      | VfL Osnabrück         | Duitsland      | 3. Liga                | 2          | 0          | –     | –     | 0       | 0       | 2      | 0      |
| 2013/14                                                                      | FC Schalke 04 II      | Duitsland      | Regionalliga West      | 22         | 2          | –     | –     | –       | –       | 22     | 2      |
| 2014/15                                                                      | FC Schalke 04 II      | Duitsland      | Regionalliga West      | 28         | 4          | –     | –     | –       | –       | 28     | 4      |
| 2015/16                                                                      | Sportfreunde Lotte II | Duitsland      | Bezirksliga            | 6          | 4          | –     | –     | –       | –       | 6      | 4      |
| 2015/16                                                                      | Sportfreunde Lotte    | Duitsland      | RL West                | 25         | 2          | 0     | 0     | 6       | 2       | 31     | 4      |
| 2016/17                                                                      | Sportfreunde Lotte    | Duitsland      | 3. Liga                | 34         | 3          | 4     | 0     | 5       | 0       | 43     | 3      |
| 2017/18                                                                      | Sportfreunde Lotte    | Duitsland      | 3. Liga                | 17         | 1          | –     | –     | 2       | 0       | 19     | 1      |
| 2018/19                                                                      | Sportfreunde Lotte    | Duitsland      | 3. Liga                | 18         | 0          | –     | –     | 1       | 0       | 19     | 0      |
| 2018/19                                                                      | FC Emmen              | Nederland      | Eredivisie             | 6          | 0          | 0     | 0     | –       | –       | 6      | 0      |
| 2019/20                                                                      | Hansa Rostock         | Duitsland      | 3. Liga                | 0          | 0          | 0     | 0     | 0       | 0       | 0      | 0      |
| Carrièretotaal                                                               | Carrièretotaal        | Carrièretotaal | Carrièretotaal         | 165        | 18         | 4     | 0     | 14      | 2       | 183    | 20     |
| Bijgewerkt op 5 januari 2019                                                 |                       |                |                        |            |            |       |       |         |         |        |        |
| * Bevat wedstrijden uit play-offs, DFB-Pokal-play-offs en de Westfalenpokal. |                       |                |                        |            |            |       |       |         |         |        |        |